# Sastavak
Sastavak je naselje u Republici Hrvatskoj, u sastavu Grada Slunja, Karlovačka županija. 

## Stanovništvo
Prema popisu stanovništva iz 2001. godine, naselje je imalo 23 stanovnika te 9 obiteljskih kućanstava.

Prema popisu stanovništva 2011. godine naselje je imalo 14 stanovnika.
| broj stanovnika | 364   | 234   | 256   | 231   | 271   | 499   | 369   | 296   | 256   | 240   | 234   | 156   |       |       | 23    | 14    | 10    |
|                 | 1857. | 1869. | 1880. | 1890. | 1900. | 1910. | 1921. | 1931. | 1948. | 1953. | 1961. | 1971. | 1981. | 1991. | 2001. | 2011. | 2021. |